# Ескадрені міноносці типу «Бетл»
Ескадрені міноносці типу «Бетл» (англ. Battle-class destroyer) — клас військових кораблів з 24 ескадрених міноносців, що розроблялися та випускалися британськими та австралійськими суднобудівельними компаніями на завершальному етапі Другої світової війни та у післявоєнний час.
Ескадрені міноносці «Бетл» призначалися для переозброєння Королівських британського та австралійського флотів й складалися з 3-х основних підкласів по 16 одиниць у кожному. Перший підклас виготовлявся за програмою 1942 року, тому він отримав умовне позначення — «Бетл» клас «1942». Друга та третя група есмінців цього типу мала надходити протягом 1943 та 1944 років, проте більшість із замовлень була скасована, коли стало зрозуміло, що військові дії незабаром закінчаться й така кількість бойових кораблів не буде потрібна. З третьої підгрупи встигли закласти та спустити на воду тільки два есмінці («Тобрук» і «Анзак»), котрі замовлялися австралійським флотом, увійшли до складу їх флоту значно пізніше.
З усього класу кораблів лише 7 кораблів встигли увійти до бойового складу ВМС до закінчення Другої світової війни, й тільки один з них «Барфлер» у складі британського Тихоокеанського флоту брав участь у бойових діях.

## Ескадрені міноносці типу «Бетл»

### Королівський військово-морський флот Великої Британії

#### Підклас 1942
Позначення
| N  | Назва корабля | No.вимпела | На честь                         | Верф                                                   | Закладений        | Спущений на воду  | Введений до строю | Виведений зі складу ВМС      | Статус                                                                             |
| -- | ------------- | ---------- | -------------------------------- | ------------------------------------------------------ | ----------------- | ----------------- | ----------------- | ---------------------------- | ---------------------------------------------------------------------------------- |
| 1  | «Барфлер»     | D80        | Битви при Барфлері та Ла-Уге     | Swan Hunter & Wigham Richardson Limited, Тайн-енд-Вір  | 28 жовтня 1942    | 1 листопада 1943  | 14 вересня 1944   | 1958                         | 1966 року розібраний на брухт                                                      |
| 2  | «Трафальгар»  | D77        | Трафальгарська битва             | Swan Hunter & Wigham Richardson Limited, Тайн-енд-Вір  | 1943              | 12 січня 1944     | 23 липня 1945     | 1963                         | 1970 року списаний на брухт                                                        |
| 3  | «Сент-Кіттс»  | D18        | Бій біля острова Сент-Кітс       | Swan Hunter & Wigham Richardson Limited, Тайн-енд-Вір  | 8 вересня 1943    | 4 жовтня 1944     | 21 січня 1946     | 1957                         | 19 лютого 1962 року списаний на брухт                                              |
| 4  | «Армада»      | D14        | Розгром Іспанської Армади        | R. & W. Hawthorn, Leslie and Company, Геббурн          | 29 грудня 1942    | 9 грудня 1943     | 2 липня 1945      | 1960                         | 1965 року проданий на брухт                                                        |
| 5  | «Солебей»     | D70        | Битва при Солебеї                | R. & W. Hawthorn, Leslie and Company, Геббурн          | 3 лютого 1943     | 22 лютого 1944    | 25 вересня 1945   | квітень 1962                 | 11 серпня 1967 року списаний на брухт                                              |
| 6  | «Сентс»       | D84        | Битва біля архіпелагу Ле-Сент    | R. & W. Hawthorn, Leslie and Company, Геббурн          | 8 червня 1943     | 19 липня 1944     | 27 вересня 1946   | травень 1962                 | 1972 року списаний на брухт                                                        |
| 7  | «Кампердаун»  | D32        | Битва при Кампердауні            | Fairfield Shipbuilding and Engineering Company, Говань | 30 жовтня 1942    | 8 лютого 1944     | 18 червня 1945    | 1962                         | 1970 року розібраний на брухт                                                      |
| 8  | «Фіністерре»  | D55        | Перша битва біля мису Фіністерре | Fairfield Shipbuilding and Engineering Company, Говань | 8 грудня 1942     | 22 червня 1944    | 11 вересня 1945   | 1965                         | 1967 року розібраний на брухт                                                      |
| 9  | «Уге»         | D74        | Битви при Барфлері та Ла-Уге     | Cammell Laird, Беркенгед                               | 6 січня 1943      | 21 квітня 1944    | 24 липня 1945     | 1960                         | 1962 року розібраний на брухт                                                      |
| 10 | «Лагос»       | D44        | Битва біля Лагоса                | Cammell Laird, Беркенгед                               | 8 квітня 1943     | 4 серпня 1944     | 2 листопада 1945  | 1960                         | 1967 року розібраний на брухт                                                      |
| 11 | «Габбард»     | D47        | Битва при Габбарді               | Swan Hunter & Wigham Richardson Limited, Тайн-енд-Вір  | 2 лютого 1944     | 16 березня 1945   | 10 грудня 1946    | 1957 року проданий Пакистану | 1985 року списаний на брухт                                                        |
| 12 | «Гравлін»     | D24        | Битва при Гравліні               | Cammell Laird, Беркенгед                               | 10 серпня 1943    | 30 листопада 1944 | 14 червня 1946    | 1958                         | 1961 року проданий на брухт                                                        |
| 13 | «Сльойс»      | D60        | Битва біля Сльойса               | Cammell Laird, Беркенгед                               | 24 листопада 1943 | 28 лютого 1945    | 30 вересня 1946   | 1967 року проданий Ірану     | 1996 року списаний на брухт                                                        |
| 14 | «Кадіс»       | D79        | Облога Кадіса                    | Fairfield Shipbuilding and Engineering Company, Говань | 10 травня 1943    | 16 вересня 1944   | 12 квітня 1946    | 1956 року проданий Пакистану | 4 грудня 1971 року затоплений індійськими ракетними катерами в операції «Трайдент» |
| 15 | «Сент-Джеймс» | D65        | Битва у день Святого Якова       | Fairfield Shipbuilding and Engineering Company, Говань | 20 травня 1943    | 7 червня 1945     | 12 липня 1946     | 1958                         | 1961 року розібраний на брухт                                                      |
| 16 | «Віго»        | D31        | Битва в затоці Віго              | Fairfield Shipbuilding and Engineering Company, Говань | 11 вересня 1943   | 27 вересня 1945   | 9 грудня 1946     | 1 жовтня 1959                | 1964 року розібраний на брухт                                                      |

#### Підклас 1943
| N  | Назва корабля | No.вимпела | На честь                   | Верф                                                   | Закладений      | Спущений на воду | Введений до строю | Виведений зі складу ВМС | Статус                                     |
| -- | ------------- | ---------- | -------------------------- | ------------------------------------------------------ | --------------- | ---------------- | ----------------- | ----------------------- | ------------------------------------------ |
| 17 | «Азенкур»     | D86        | Битва під Азенкуром        | R. & W. Hawthorn, Leslie and Company, Геббурн          | 12 грудня 1943  | 29 січня 1945    | 25 січня 1947     | 1972                    | 1974 року розібраний на брухт              |
| 18 | «Аламейн»     | D17        | Друга битва за Ель-Аламейн | R. & W. Hawthorn, Leslie and Company, Геббурн          | 1 березня 1944  | 12 травня 1945   | 20 березня 1947   | 1959                    | 1964 року розібраний на брухт              |
| 19 | «Ена»         | D22        | Перша битва на Ені         | Vickers-Armstrongs, Ньюкасл-апон-Тайн                  | 26 серпня 1943  | 12 травня 1945   | 20 березня 1947   | 1968                    | 1970 року розібраний на брухт              |
| 20 | «Альбуера»    | I51        | Битва при Альбуері         | Vickers-Armstrongs, Ньюкасл-апон-Тайн                  | 16 вересня 1943 | 28 серпня 1945   | не вводився       |                         | 21 листопада 1950 року розібраний на брухт |
| 21 | «Барроса»     | D68        | Битва при Барросі          | John Brown & Company, Клайдбанк                        | 28 грудня 1943  | 17 січня 1945    | 14 лютого 1947    | 1968                    | 1 грудня 1978 року розібраний на брухт     |
| 22 | «Матапан»     | D43        | Бій біля мису Матапан      | John Brown & Company, Клайдбанк                        | 11 березня 1943 | 30 квітня 1945   | 5 вересня 1947    | 1977                    | 18 травня 1979 року проданий на брухт      |
| 23 | «Корунья»     | D97        | Битва за Ла-Корунью        | Swan Hunter & Wigham Richardson Limited, Тайн-енд-Вір  | 12 квітня 1944  | 29 травня 1945   | 6 червня 1947     | 1967                    | 1975 року списаний на брухт                |
| 24 | «Дюнкерк»     | D09        | Дюнкерська евакуація       | Alexander Stephen and Sons, Говань                     | 19 липня 1944   | 27 серпня 1945   | 27 листопада 1946 | 1963                    | 1965 року списаний на брухт                |
| 25 | «Ютланд»      | D62        | Ютландська битва           | Alexander Stephen and Sons, Говань                     | 1945            | 20 лютого 1946   | 30 липня 1947     | 1961                    | 1965 року списаний на брухт                |
| 26 | «Іпр»         | D119       | Іпрська битва              | Fairfield Shipbuilding and Engineering Company, Говань | 5 вересня 1946  | 21 грудня 1950   |                   |                         | 1971 року розібраний на брухт              |

### Королівський військово-морський флот Австралії

#### Підклас 1944
Позначення
| N | Назва корабля | No.вимпела | На честь       | Верф                                           | Закладений      | Спущений на воду | Введений до строю | Виведений зі складу ВМС | Статус                                   |
| - | ------------- | ---------- | -------------- | ---------------------------------------------- | --------------- | ---------------- | ----------------- | ----------------------- | ---------------------------------------- |
| 1 | «Анзак»       | D59        | АНЗАК          | Williamstown Naval Dockyard, Мельбурн          | 23 вересня 1946 | 20 серпня 1948   | 22 березня 1951   | 4 жовтня 1974           | 24 листопада 1975 року проданий на брухт |
| 2 | «Тобрук»      | D37        | Облога Тобрука | Cockatoo Docks and Engineering Company, Сідней | 5 серпня 1946   | 20 грудня 1947   | 8 травня 1950     | 9 жовтня 1960           | 15 лютого 1972 року проданий на брухт    |